# 全齒目
全齒目（Pantodonta）是已滅絕的有胎盤哺乳動物。牠們生存於古新世的北美洲及亞洲，其下有一早期的屬Alcidedorbignya則是生活於古新世的南美洲。全齒目最初約有貓般的大小，但到了始新世早期，牠們就發展到有牛般的大小，且是草食性的，是當時陸上最大型的哺乳動物。後來牠們突然在始新世中期消失。

## 分類
過往全齒目連同恐角目及異蹄目的物種都是分類在鈍腳目下。但這個分類已經過時，這些物種已經重新配置在這三個目中。現時相信全齒目是與食肉目及穿山甲有關，有時甚至認為是Cimolesta的亞目。

## 外部連結
- Keltationsart
- Paleocene-Mammals（页面存档备份，存于）
- Reuters: Fossil Arctic animal tracks point to climate risks（页面存档备份，存于）